# 稲葉心田
稲葉 心田（いなば しんでん 1906年 - 1986年1月19日）は、日本の臨済宗の僧。道号は心田、法諱は元明。室号は蟠龍窟(ばんりゅうくつ)。俗姓は稲葉。1964年(昭和39年)から亡くなる1986年(昭和61年)まで、臨済宗国泰寺派管長並びに国泰僧堂師家を兼任した。1986年(昭和61年)、京都市で遷化。世寿81。

## 生涯
1906年(明治39年)、愛知県に生まれた。1916年に10歳にして台湾に渡り、長谷慈円(台湾臨済寺住職)の徒弟として得度。しかし14歳の時、1918年(大正7年)慈円はスペインかぜにて遷化。そしてその後を継いだ山崎大耕の弟子となった。
その後は台湾で中学校を卒業し、1921年(昭和10年)に得度後初めて日本に帰還した。この同じ頃に稲葉心田の師匠である山崎大耕に対して、臨済宗相国寺派管長兼僧堂師家の橋本独山が僧堂師家を譲ることとなり、大耕は急遽日本に帰り、その後独山から嗣法され、臨済宗相国寺派相国僧堂師家となった。大耕は最初に天龍僧堂の橋本峨山に参じていたが、独山はその峨山の法嗣でもあった。こうして心田と山崎老師の二人の同時期の帰国の偶然が、心田が後に大耕に参禅する機縁となった。
その後心田は花園大学を卒業後、1929年(昭和4年)、京都の天龍僧堂に掛搭。関精拙に参禅した。その後は相国僧堂の大耕(当時は臨済宗相国寺派管長を兼任)に参じて、その法を嗣ぐ。その後1940年(昭和15年)には、天龍寺の塔頭である慈済院の住職となる。
1964年(昭和39年)5月、臨済宗国泰寺派管長並びに国泰寺派僧堂師家に就任した。心田は「生命尊重・平和推進」を祈願して、国泰寺に利生塔を建立することを発願し、自ら街頭に立ってその完成まで尽力した。そして大衆のために広く禅堂を開放して、団体個人の坐禅指導に当たった。1986年(昭和61年)1月19日、京都市左京区八瀬で遷化。

## 著書
『心眼をひらく』春秋社 1986年